# 镇海县
镇海县原是中國浙江省寧波市的一個縣。1985年撤销镇县設區，成為今日的镇海区和北侖區。

## 歷史
镇海县始於唐代設置的望海镇。五代吴越改置望海县，宋朝改名为定海县。
明朝洪武二年(1369年)，因执行封闭锁国自海中退政策，原昌国州降格为昌国县；至洪武二十年(1387年)，废昌国县为昌国乡，併入定海縣。清朝康熙二十七年(1688年)，东海形势平静，海禁弛禁，遂割将原宁波大陆的定海县改名镇海县，并在舟山新设定海县（今日舟山市定海區），上属宁波府管辖。清末發生镇海之战。辛亥革命後，鎮海縣仍屬浙江省寧波府。
1932年1月18日，上海发生了一·二八事变，旅沪宁波人开始在宁波旅沪同乡会组织下返回宁波。对日军的进攻，尽管国民政府采取了应对措施，蒋中正亲自视察镇海招宝山要塞，栎社军用机场、镇海南洪军用机场建立，但是，1937年7月7日卢沟桥事变后，日本开始全面侵华，8月16日即开始轰炸宁波。1938年，浙江省會杭州沦陷，宁波开始布防。與此同時，1939年6月23日，定海被日軍攻占，宁波港封港，货物改走镇海，鎮海成為了抗戰的前線。民國二十九年（1940年）10月，汪兆銘政府中央政治委員會第22次會議決定對浙江省政府實行改組，當時仍在國軍控制下的鎮海縣劃歸浙江省的第一行政督察區。1941年4月15日起，日军开始大规模侵入宁波，4月19日，镇海縣被攻占。民國三十一年（1942年）5月26日，汪兆銘政府行政院第113次會議決定設置浙東特別區公署，擬定《浙東行政公署暫行組織條例草案》，6月4日公佈，暫轄鎮海縣。民國三十二年（1943年）3月23日，汪兆銘政府行政院第154次會議決定自3月30日裁撤該公署，併入浙江省，鎮海縣重新被劃歸浙江省第一行政督察專員公署。中華民國光復，鎮海縣從屬依舊。
中華人民共和國成立後的1954年，为建设商品棉生产基地，政府将产棉区的镇海县、余姚县、慈谿县的北境划为新的慈谿县。1984年以镇海县城关、俞范、新碶镇和清水浦、青峙乡建立滨海区。1985年10月撤销镇海县建制，所辖区域依甬江重新划分为镇海区和滨海区。1987年，滨海区改为北仑区，镇海区名稱不變。